# Yoshiharu Kohayakawa
Yoshiharu Kohayakawa (japonais: 小早川 美 晴; né en 1963) est un mathématicien nippo-brésilien travaillant sur les mathématiques discrètes et la théorie des probabilités. Il est connu pour son travail sur le lemme de régularité de Szemerédi, qu'il a étendu à des graphes plus clairsemés,.

## Biographie
Kohayakawa est un étudiant de Béla Bollobás à l'université de Cambridge.
Selon Google Scholar, au 21 août 2019, les œuvres de Kohayakawa ont été citées plus de 3194 fois, et son indice h est de 33.
Il est membre titulaire de l'Académie brésilienne des sciences.
En 2000, cinq chercheurs américains ont reçu une subvention de recherche NSF d'une valeur de 20 000 $ pour se rendre au Brésil pour travailler en collaboration avec lui sur des problèmes mathématiques.
Kohayakawa a un nombre d'Erdős de 1,.
Il a reçu le prix Fulkerson 2018.

## Travaux (sélection)
- Noga Alon, Yoshiharu Kohayakawa, Christian Mauduit, Carlos Gustavo T. de A. Moreira et Vojtěch Rödl, « Measures of pseudorandomness for finite sequences: minimal values », Comb. Prob. Comput., vol. 15,‎ 2005, p. 1-29
- Noga Alon, Yoshiharu Kohayakawa, Christian Mauduit, Carlos Gustavo T. de A. Moreira et Vojtěch Rödl, « Measures of pseudorandomness for finite sequences: typical values », Proceedings of the London Mathematical Society, vol. 95,‎ 2007, p. 775-812